# Валапане (підрозділ окружного секретаріату)
Підрозділ окружного секретаріату Валапане — підрозділ окружного секретаріату округу Нувара-Елія, Центральна провінція, Шрі-Ланка. Складається зі 125 Грама Ніладхарі.